# Eusarcus grumani
Eusarcus grumani is een hooiwagen uit de familie Gonyleptidae.